# 陈齐鹘
陈齐鹘（?—?），五代十国后期平海军泉州莆田县人。
陈齐鹘在平海军节度使陈洪进属下任指挥使，经常劝陈洪进向宋朝输诚纳土，两全忠孝。陈洪进最终归降北宋，陈齐鹘对此做了很大贡献。
陈齐鹘兄长的后裔陈从龙在北宋绍熙元年（1190年）成为特科武状元，后死于邕州（今广西南宁）税监任上。